# Лозаненко, Константин Фролович
Константи́н Фро́лович Лозане́нко (4 декабря 1923 — 10 октября 2013) — советский военный деятель, связист, участник Великой Отечественной войны, майор в отставке. Герой Советского Союза (26 октября 1943 года, медаль № 1352).
Являлся последним Героем Советского Союза, проживавшим на территории Брестской области.

## Биография
Родился 4 декабря 1923 года в деревне Степаново Духовщинского уезда Смоленской губернии (ныне Духовщинский район, Смоленская область). В 1930 году семья переехала в город Ярцево Смоленской области. В 1940 году закончил восемь классов средней школы № 6 г. Ярцево.
С началом войны был мобилизован на окопные работы под город Смоленск. После эвакуации в Пензенскую область, Терновский район, село Константиновка работал в колхозе. В Красную Армию призван 1 мая 1942 года Терновским райвоенкоматом. Военную присягу принял 16 июня 1942 года. С мая 1942 года по февраль 1944 года линейный надсмотрщик 76 УР, город Кузнецк, Пензенской области, 133 отдельного гвардейского батальона связи (25 гвардейский стрелковый корпус, 7-я гвардейская армия).
Линейный надсмотрщик красноармеец Лозаненко К. Ф. с передовыми частями пехоты 25 сентября 1943 года форсировал реку Днепр и в условиях огневого противодействия противника, с риском для жизни, обеспечил устойчивую проводную связь командованию 25-го гвардейского корпуса. За образцовое выполнение боевого задания гвардии красноармейцу Лозаненко К. Ф. 26 октября 1943 года присвоено звание Героя Советского Союза.
С февраля по апрель 1944 года линейный надсмотрщик Главного Управления связи Красной Армии (г. Москва). С апреля 1944 года по апрель 1945 года курсант Муромского, а затем Ленинградского военных училищ связи. Звание младшего лейтенанта получил 11 июля 1945 года. После прохождения курсов усовершенствования офицерского состава связи Красной Армии (г. Киев) получил звание лейтенанта 1 марта 1948 года, старшего лейтенанта — 23 января 1952 года, капитана — 31 июля 1963 года. Службу в должности командира взвода связи, начальника связи проходил в частях Киевского и Белорусского военных округов, Северной Группы Войск. В запас уволен в 1965 году.
С 1966 по 1989 год исполнял обязанности техника в ряде подразделений Брестского ордена Трудового Красного Знамени электромеханического завода.
Умер 10 октября 2013 года на 90-м году жизни.

## Награды
- Герой Советского Союза (26 октября 1943 года)
- Орден Ленина (26 октября 1943 года)
- Орден Отечественной войны I степени (11 марта 1985 года)
- Орден Отечественной войны II степени[5]
- Медаль «За отвагу» (10 июля 1943 года)
- Медаль «За боевые заслуги»
- Другие медали
- Орден «За службу Родине» III степени (15 апреля 1999 года) — за особые заслуги в защите Отечества, большой личный вклад в военно-патриотическое воспитание молодёжи и в связи с 65-летием со дня учреждения[6]
- Орден «За заслуги» III степени (5 мая 2010 года, Украина) — по случаю 65-й годовщины Победы в Великой Отечественной войне 1941—1945 годов, за проявленное личное мужество и героизм в освобождении Украины от фашистских захватчиков[7][8]

## Память
20 июня 2019 года на доме, где проживал Лозаненко К.Ф. в г. Бресте (ул. Советская, д.58), установлена мемориальная доска.